# Бригады «Изз ад-Дин аль-Кассам»
Бригады (Батальоны) «Изз ад-Дин аль-Кассам» (араб. كَتَائِبُ ٱلشَّهِيدِ عِزُّ ٱلدِّينِ ٱلْقَسَّام‎, Ката̄ʾиб аш-Шахӣд ’изз ад-Дӣн аль-К̣асса̄м) — военное крыло исламистской группировки ХАМАС, названное в честь Изз ад-Дина аль-Кассама — исламского священнослужителя, создателя и руководителя организации «Чёрная рука» в Подмандатной Палестине.
Группировка была создана в 1992 году под руководством Яхьи Аяша в качестве боевой организации крыла движения «ХАМАС». На момент создания организации её целью было препятствие террористическими методами любым мирным переговорам с Израилем, а позже предотвращение реализации Соглашений в Осло. С 1994 по 2000 год бригады «Изз ад-Дин аль-Кассам» совершили десятки терактов против израильтян, как военнослужащих, так и гражданских лиц.
С началом Второй интифады, активно поддержанной ХАМАС, группировка стала главной мишенью ЦАХАЛа. Способность организации проводить сложные и смертоносные теракты стали неожиданностью для многих аналитиков. Несколько ячеек Бригад «Изз ад-Дин аль-Кассам» действовали на Западном берегу реки Иордан, однако, в ходе многочисленных операций Армии обороны Израиля, почти все они к 2004 году были ликвидированы. Вместе с тем, в секторе Газа, который является оплотом ХАМАСа, группировке удалось сохранить силовой контроль. Бригады имеют военно-морское подразделение «Нухба».
Бригады Изз ад-Дин аль-Кассам объявлены террористической организацией Европейским союзом, США, Египтом, Австралией, Парагваем, Новой Зеландией и Великобританией.

## Организация и структура
Личности и должности боевиков в группе часто сохраняются в тайне до их смерти, даже когда они воюют против израильских вторжений, все боевики носят характерные чёрные маски с зелёными повязками символа группировки. Бригады Изз ад-Дин аль-Кассам действуют по модели независимых ячеек, и даже высокопоставленные члены организации зачастую не знают о деятельности других ячеек. Это позволяет группе каждый раз восстанавливать боеспособность после смерти своего члена. Во время интифады Аль-Акса, лидеры организации регулярно становятся мишенью ЦАХАЛа в многочисленных атаках с воздуха, в результате которых погибли многие боевики, в том числе Салах Шхаде и Аднан аль-Гул.

## История
В 2003 и 2004 годах бригады разработали в секторе Газа мощную организацию, способную противостоять многим вторжениям ЦАХАЛа, включая осаду Джабалии в октябре 2004. Тем не менее, бригады потерпели немало поражений и их ряды в ходе сражений понесли тяжёлые потери. Группировка, однако, продолжала набирать силу и сохраняла способность в последующие годы осуществлять нападения на Израиль.
В распоряжении бригад «Изз ад-Дин аль-Кассам» огромный резерв добровольцев, стремящихся присоединиться к их рядам, и способные инженеры, обеспечивающие организацию самодельными ракетами «Аль-Бана», «Батар», «Ясин» и «Кассам». Также организация располагает материально-технической базой, обеспечивающей боевиков оружием, которое доставляется контрабандой из Египта через подземные туннели в Рафахе.
В начале 2005 казалось, что бригады «Изз ад-Дин аль-Кассам» решили придерживаться перемирия, заключённого между Палестинской автономией и правительством Израиля. Однако бригады лишь воспользовались перемирием для перегруппировки, в то время, как часть боевиков периодически продолжали миномётный и ракетный обстрел израильских поселений в секторе Газа.
После ухода Израиля из сектора Газа в августе 2005 года, бригады «Изз ад-Дин аль-Кассам» провёл несколько демонстраций своей силы, демонстрируя тысячи бойцов и имеющийся в Газе ассортимент вооружения. Эти торжества были внезапно прерваны, когда 23 сентября грузовик, перевозящий ракеты «Кассам», взорвался в плотной толпе, в результате чего двадцать палестинцев погибли. После этого инцидента бригады долгое время воздерживались от публичной демонстрации силы и от ракетных атак Израиля, который, в свою очередь, воздерживался от ликвидации членов движения «ХАМАС» в ходе воздушных атак Газы. Несмотря на редкие и краткие вспышки насилия, бригады в целом соблюдали перемирие вплоть до начала июня 2006 года.
Палестинская автономия находилась в этот период под интенсивным давлением со стороны Израиля и международного сообщества, которые требовали разоружения ХАМАСа, однако опасение серьёзного сопротивления со стороны бригад «Изз ад-Дин аль-Кассам» и возможной гражданской войны, наряду с победой ХАМАСа в 2006 году на парламентских выборах в ПА, препятствовали любым таким попыткам.
Таким образом, на протяжении 2005 и 2006 года бригады накапливали тысячи самодельных ракет и боеприпасов, занимаясь активным восстановлением своих разрушенных ячеек на Западном берегу реки Иордан.
В мае 2006 года в Газе была сформирована полиция, которая состояла из тысяч боевиков «Изз ад-Дин аль-Кассам». Хотя официальной целью этой структуры было восстановление законности и порядка в городе, её деятельность вызвала вспыхнувшие вооружённые столкновения с боевиками «ФАТХ». 10 июня 2006 года, после взрыва на пляже Газы, в котором погибли семь гражданских лиц, бригады объявили о прекращении перемирия с Израилем. В последующие часы они взяли на себя ответственность за запуск ракет «Кассам» по израильскому городу Сдерот, угрожая увеличить их дальность.
В июне и июле 2006 года, бригады «Изз ад-Дин аль-Кассам» приняли участие в операции, которая привела к захвату израильского солдата Гилада Шалита, а также в последующих ожесточённых боях в секторе Газа в ходе операции «Летние дожди», начатой израильской армией для его освобождения. Это стало первым за 18 месяцев случаем, когда группировка приняла активное участие в боевых действиях против израильских солдат.
По состоянию на май 2007 года, бригады подтвердили гибель 163 своих бойцов в ходе боевых действий.
По оценкам Израиля, число боевиков группировки в настоящее время составляет около 40000 человек. При этом утверждается, что они проходят интенсивную военную подготовку и имеют в своём распоряжении более современные виды оружия, среди которого есть ракеты большой дальности, а также управляемые противотанковые и зенитные ракеты.

## Террористическая деятельность
14 декабря 2011 года, к 24-летию со дня основания военного крыла Бригады «Изз ад-Дин аль-Кассам», ХАМАС опубликовал отчётные данные о «достижениях в борьбе с сионистским врагом».
Согласно приведённым данным, за эти годы проведено 1117 акций, 87 из них совершены террористами-смертниками. В терактах погибли 1365 израильтян и 6411 были ранены. По Израилю выпущены 11093 ракеты. 1848 шахидов «принесли себя в жертву ради достижения целей ХАМАСа».

## Лидеры и активисты

### Лидеры
3 сентября 2005 года, после ликвидации Израилем поселений в секторе Газа, ХАМАС впервые обнародовал имена и функции семи командиров своих военизированных подразделений. Организация поместила иллюстрированные интервью с командирами «Изз ад-Дин аль-Кассам» на своём веб-сайте, а также опубликовала их в прессе. Большая часть опубликованной информации, включая фотографии трёх лидеров организации, как сообщается, уже были известны израильским разведывательным службам. Согласно этой информации, на тот момент руководителями бригад являлись:
- Мухаммад Дейф — главнокомандующий.
- Ахмед Джабари — помощник Мухаммада Дейфа и командующий отрядами народной армии «Мурабитун».
- Маруан Абделькарим Иса (Абу-Бара) — начальник оперативного штаба, ответственный за проведение операций против еврейских поселений.
- Раед Саид (Абу-Мааз) — полевой командир, возглавляющий так называемые «бригады города Газа».
- Ахмад аль-Гандур (Абу-Анс) — командующий северной части сектора Газа и лагеря беженцев Джабалия.
- Мухаммад Абу Шамала — командующий южной части сектора Газа.
- Мухаммад Ибрагим аль-Санвар — командир в Хан-Юнис.

### Другие активисты
- Яхья Айяш
- Аднан аль-Гуль — был одним из лучших специалистов в подрывном деле, разработчик «Кассам»
- Салах Шхаде — основатель и многолетний лидер «Изз ад-Дин аль-Кассам»
- Махмуд аль-Мабхух — основатель и многолетний лидер «Изз ад-Дин аль-Кассам»
- Ваэль Нассар
- Салама Хамад
- Имад Аббас
- Нидаль Фатхи Раба Фарахат
- Абу Обайда — пресс-секретарь

## Вооружение
Группировка не имеет на вооружении тяжёлой военной техники, хотя имеет значительный арсенал самодельных реактивных снарядов, миномётов, а также некоторое количество переносного управляемого оружия и вооружения кустарного производства, ракет c заявленной дальностью полёта до 250 км. Группировка не имеет как таковой оборонной промышленности, вместо этого она приобретает лёгкое и самодельное вооружение, как контрабандой доставленное в Газу, так и местного производства и сборки.
| Тип       | Производство | Назначение              | Примечания                                             |
| --------- | ------------ | ----------------------- | ------------------------------------------------------ |
| Кассам    | Палестина    | Реактивный снаряд       | Семейство ракет кустарного изготовления                |
| M-75      | Палестина    | Реактивный снаряд       | М-73 и М-75, улучшенная разновидностью ракеты «Кассам» |
| A-120     | Палестина    | Реактивный снаряд       | Заявленная дальностью 120 км                           |
| Аяш-250   | Иран         | Реактивный снаряд       | Заявленная дальность 250 км                            |
| Фаджр     | Иран         | Реактивный снаряд       | «Фаджр-3» и «Фаджр-5»                                  |
| Дехлавия  | Иран         | ПТРК                    | Копия российского ПТРК Корнет                          |
| Малютка   | СССР         | ПТРК                    |                                                        |
| Корнет-Э  | Россия       | ПТРК                    | На вооружении с 2013 года                              |
| Zouari    | Палестина    | Барражирующий боеприпас |                                                        |
| Mutabar-1 | Палестина    | ЗРК                     | Кустарная неуправляемая зенитная ракета                |

## Ликвидации и покушения на членов группировки
- 23 августа 2001 — неудачное покушение на Мухаммада Дейфа и его помощника Аднана аль-Гуля
- В ночь с 22 на 23 июля 2002 — дом Салаха Шахады, основатель и многолетний лидер «Изз ад-Дин аль-Кассам», был подвергнут авиаудару израильских ВВС, в результате чего Шахада, его жена Лейла и их дочь Айман погибли. Вместе с ними 1000-килограммовая бомба унесла жизни помощника Шахады — Захара Салаха Абу-Хусейна (известного по кличке «Насер») и ещё 13 местных жителей[27].
- 26 сентября 2002 — операция в Газе под кодовым названием «Один-единственный» по ликвидации Мухаммада Дейфа. Осколок ракеты, выпущенной по автомобилю Дейфа, попал ему в голову, ослепив его на один глаз и повредив руку[28].
- август 2003 — израильские самолёты атаковали дом, в котором проходило совещание высокопоставленных лидеров «Хамаса», среди которых были Мухаммад Дейф, Аднан аль-Гуль и шейх Ахмед Ясин. Лидерам Хамаса удалось спастись
- 21 октября 2004 — ВВС Израиля убит Аднан аль-Гуль — главный помощник Дейфа
- 7 января 2006 — ВВС Израиля разбомбили дом в районе Шейх Радван (город Газа), где происходила встреча Мухаммада Дейфа, Ахмада аль-Гандура и Раеда Саида. В результате, трёх-этажный дом был полностью разрушен, убив официального сотрудника ХАМАС Набиля аль-Салмиа, его жену и пятерых детей, в то время как всем троим лидерам Изз ад-Дин аль-Кассам удалось спастись, получив лишь ранения различной степени тяжести[29].
- 12 июля 2006 — рано утром израильские самолёты взорвали дом, в котором проходило совещание высокопоставленных лидеров «Хамаса». Дейф выжил и в этот раз, но его позвоночник был серьёзно повреждён, в результате чего он мог быть парализован[30]. По мнению некоторых анонимных палестинских источников, Дейф находится в очень тяжёлом состоянии в результате ампутации всех четырёх конечностей[31].
- 6 сентября 2006 — египетская газета «Аль-Wafd» сообщила о том, что Дейф был захвачен египетскими властями при попытке проникнуть в Египет для получения медицинской помощи по тем ранениям, которые он получил в июле этого года.
- 3 января 2009 — израильские самолёты атаковали автомобиль, в котором ехал один из лидеров Изз ад-Дин аль-Кассам Абу Закария аль-Джамаль. Позже он скончался от полученных ран[32]
- 4 января 2009 — ВВС Израиля ликвидировали в Хан-Юнисе двух старших командиров Изз ад-Дин аль-Кассам, Хусама Хамдана и Мухаммада Хило, которые были ответственны за теракты в Израиле. По словам израильских властей, Хусам Хамдан отвечал за ракетные обстрелы Беер-Шевы и Офаким, а Мухаммад Хило возглавлял спецподразделения «Хамас» в Хан-Юнис[33].
- 15 января 2009 — израильские ВВС подвергли бомбардировке дом в Джабалии, убив видного командира бригад «Изз ад-Дин аль-Кассам» Мохаммеда Ватфу (атака была направлена на министра внутренних дел Хамас Саида Сиама, который также был убит при этом)[34].
- 14 ноября 2012 — в результате «точечной» ликвидации в ходе начавшейся операции ЦАХАЛа «Облачный столп» во время движения в своем автомобиле был уничтожен командующий военного крыла ХАМАСа в Газе Ахмед Джабари.